# Labidochromis caeruleus
Labidochromis caeruleus è una specie di ciclidi endemica della regione costiera centro-occidentale del Lago Malawi, in Africa orientale. È anche conosciuto come ciclide giallo limone, ciclide striscia blu, principe giallo o giallo elettrico, a seconda della livrea del morph. Una variante di colore giallo naturale di Lion's Cove è uno dei ciclidi più popolari tra gli appassionati di acquariofilia.
I gialli elettrici vanno tenuti in acque con un pH compreso tra 7,8 e 8,9, ed un intervallo di temperatura ideale di 23–26 °C (73,4–78,8 °F ).

## Descrizione

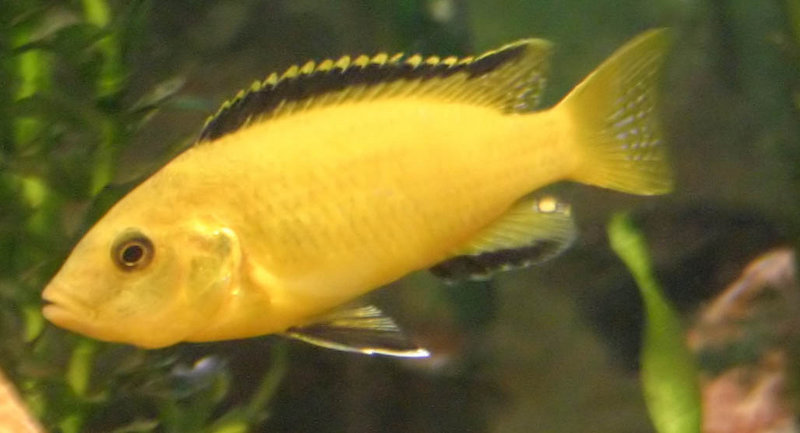
Labidochromis caeruleus

I maschi di grandi dimensioni possono raggiungere anche i 15 centimetri (5,9 pollici) di lunghezza. L. caeruleus ha forma ovaloide, poco compressa ai fianchi. La pinna dorsale e quella anale sono basse e allungate. La coda è a delta. Esistono due colorazioni: una è grigio azzurra con la pinna dorsale e quella anale orlate di nero e bianco, mentre l'altra, più diffusa, è chiamata "yellow" e presenta una colorazione giallo vivo su tutto il corpo, con pinne ventrali scure (o gialle) e pinne dorsale e anale giallo azzurre orlate di nero e bianco. La femmina ha una livrea leggermente più smorta, tuttavia è riconoscibile con sicurezza soltanto nel periodo riproduttivo.

## Distribuzione e habitat
Questa specie è endemica del Lago Malawi, abita le coste nordoccidentali, in acque basse con scogliere e fondale sabbioso. Specie non molto aggressiva in confronto ad altri ciclidi.

## Biologia

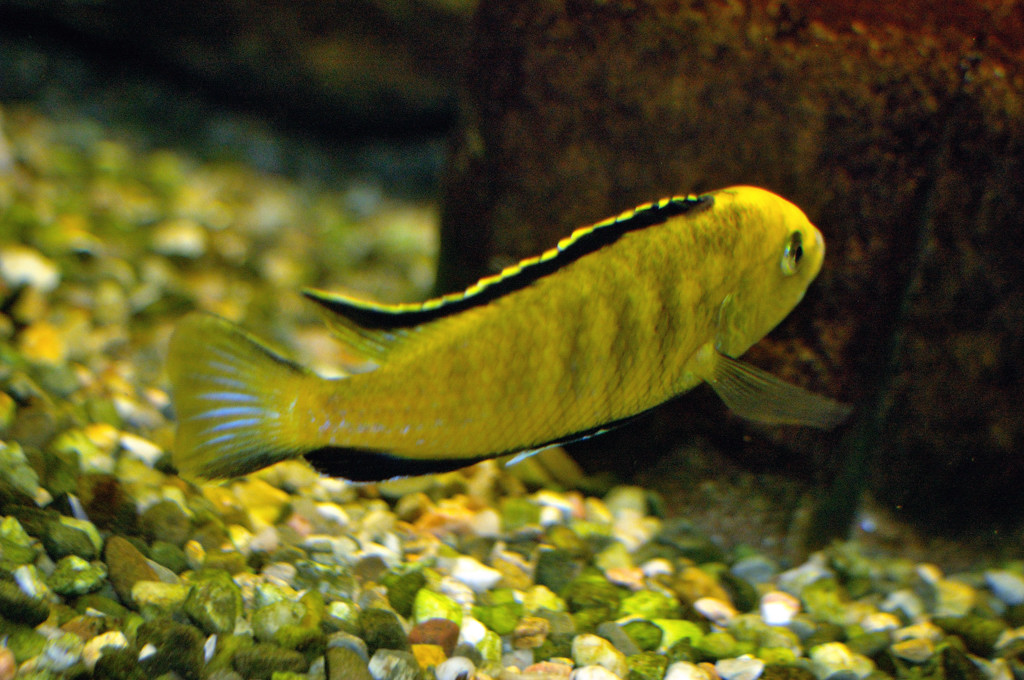
Labidochromis caeruleus maschio

### Riproduzione
Le uova, ovaloidi, sono deposte dopo particolari danze amorose (vibrazioni del corpo, ondeggiamenti) dei due riproduttori, e incubate in bocca dalla femmina per circa un mese. Caratteristico è il boccheggiare della femmina con le uova in bocca, per permettere una maggiore ossigenazione delle uova. Dopo la schiusa gli avannotti si rifugiano nella bocca della madre per alcuni giorni prima di nuotare quasi indipendenti.

### Alimentazione
Ha dieta onnivora, si ciba di alghe che bruca dalle rocce e di piccoli animali (crostacei, molluschi) occasionalmente anche pesci più piccoli.

## Acquariofilia

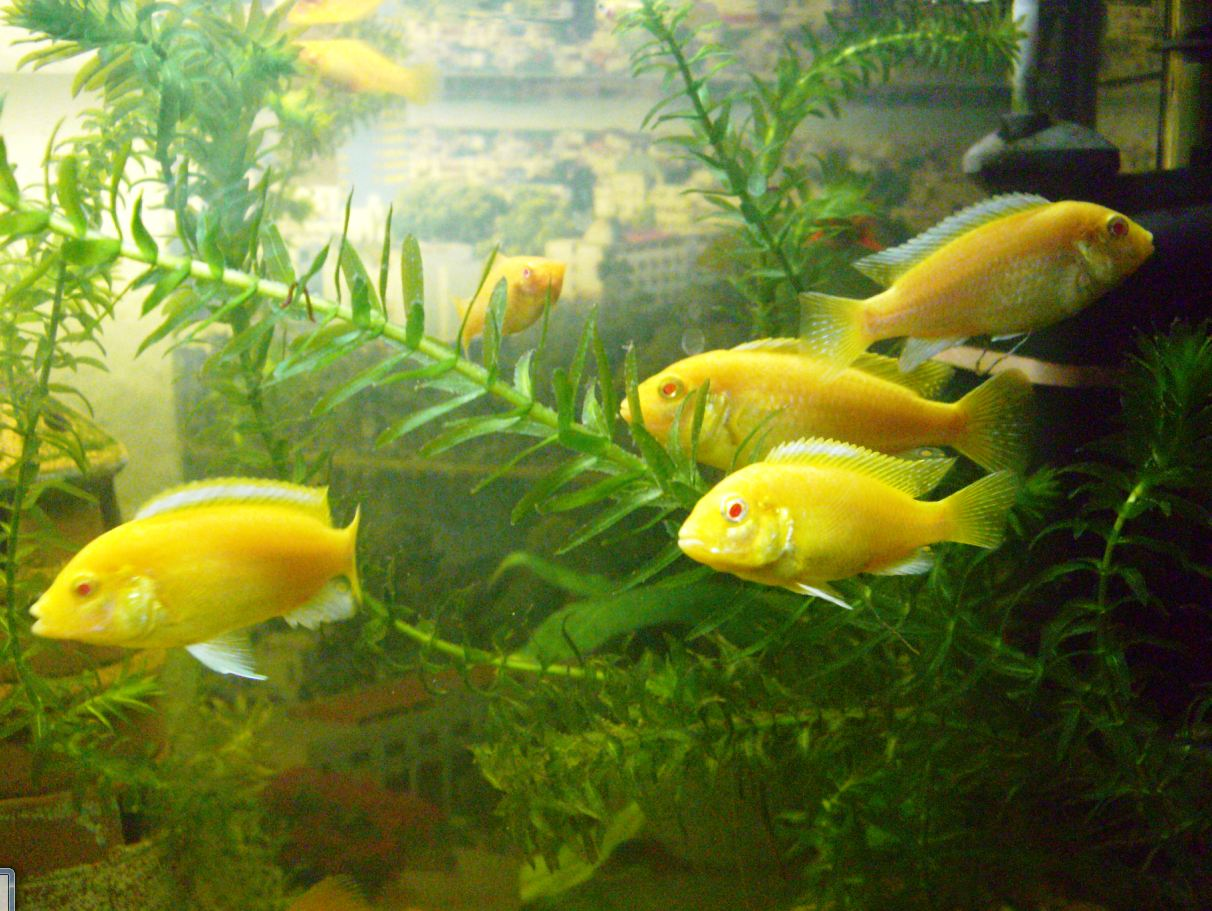
Esemplari albini in cattività

Importato in Europa e in America dagli anni '50 del XX secolo nella forma grigio bluastra, oggi la varietà più diffusa in commercio è quella gialla ("yellow") trovata anch'essa in natura. È un pesce apprezzato dagli appassionati delle mbuna per la sua livrea appariscente e di colore acceso.
È conosciuto come il più pacifico tra i ciclidi africani, non presenta particolari caratteri aggressivi e territoriali, ovviamente in alcuni casi 2 o più maschi possono non tollerarsi. Nonostante ciò, come tutti i ciclidi del Lago Malawi, è bene alloggiare questi pesci solamente con altri mbuna. Difatti come con la maggior parte dei ciclidi africani, i gialli elettrici non dovrebbero mai essere tenuti con altre specie d'acqua dolce come il danio zebrato o il neon, in quanto potrebbero attaccarli violentemente, arrivando anche a staccagli le pinne a morsi, e non è consigliato alloggiarli in acquari in comune con altre specie d'acqua dolce a causa delle differenze degli habitat naturali tra i ciclidi del lago africano e altre specie di pesci. Questo pesce è più adatto a una comunità di ciclidi dei laghi africani composta da altre specie del Malawi. In un acquario, il loro habitat naturale di rocce e grotte dovrebbe essere emulato con un substrato sabbioso. La loro dieta in cattività consiste principalmente in pellet o fiocchi per ciclidi preparati, integrati con alimenti come krill, bloodworms, artemia salina e scaglie di spirulina. Bisogna evitare di nutrire questi ciclidi con del mangime per pesci rossi, poiché è probabile che siano portatori di malattie che potrebbero danneggiare i pesci.